# St. Charles (Iowa)
St. Charles è un comune degli Stati Uniti d'America, situato nello Stato dell'Iowa, nella contea di Madison.